# Neu Kaliß
Neu Kaliß är en kommun och ort i Landkreis Ludwigslust-Parchim i förbundslandet Mecklenburg-Vorpommern i Tyskland. 
Kommunen ingår i kommunalförbundet Amt Dömitz-Malliß tillsammans med kommunerna Dömitz, Grebs-Niendorf, Karenz, Malk Göhren, Malliß och Vielank.